# 色薩利擬白魚
色薩利擬白魚（学名：Alburnoides thessalicus）為輻鰭魚綱鯉形目雅羅魚科擬白魚屬的其中一種，分布於歐洲希臘Pinios和Aliakmon 河流域，體長可達8.1公分，棲息在水流湍急、礫石底質溪流中底層水域，生活習性不明。

## 扩展阅读
維基物種上的相關：色薩利擬白魚